# Sayeeda Khanam
Sayeeda Khanam (En bengalí সাইদা খানম; Pabna, Raj británico, 29 de diciembre de 1937-Daca, Bangladés, 18 de agosto de 2020) fue la primera fotógrafa profesional de Bangladés. Cubrió muchos eventos importantes de la Guerra de Liberación de Bangladés en 1971 a través de su fotografía. 

## Primeros años
Khanam nació en el distrito de Pabna en la entonces presidencia de Bengala, Bangladés. Ella era la más joven entre sus dos hermanos y cuatro hermanas. Su interés por la fotografía comenzó a una edad muy temprana cuando su hermana le compró una cámara Rolleicord. Nunca recibió ninguna formación institucional en fotografía, pero aprendió de revistas de fotografía extranjeras que le dio el propietario del estudio de Jaidi, un estudio fotográfico de Daca. 
Khanam completó su maestría en literatura bengalí y bibliotecología de la Universidad de Daca.

## Carrera
En 1956, inició su carrera como fotógrafa en Begum, el único diario dedicado a las mujeres en ese momento. Sus fotografías han sido publicadas en varios periódicos nacionales y cubrió numerosos seminarios nacionales e internacionales. Trabajó como fotógrafa con el cineasta Satyajit Ray en tres de sus películas. Además de Ray, también realizó retratos de figuras como la reina Isabel, Neil Armstrong, Buzz Aldrin, la Madre Teresa, Indira Gandhi y Sheikh Mujibur Rahman.
Khanam trabajó como bibliotecaria en la biblioteca de seminarios del departamento de literatura bengalí de la Universidad de Daca de 1974 a 1986. Después de la guerra, se ofreció como enfermera en el Hospital Holy Family por un tiempo.

## Exposiciones y premios
Khanam tuvo su primera exposición internacional en 1956 después de participar en la Exposición Internacional de Fotografía y Cine de Colonia . En el mismo año, sus trabajos se exhibieron en la Fotografía Internacional celebrada en Daca y luego se exhibieron en concursos internacionales en Japón, Francia, Suecia, Pakistán y Chipre. Sus obras sobre la Madre Teresa, la cantante de Rabindra Sangeet Konika Bandopadhaya y Satyajit Ray también se exhibieron en Daca.
En 1960, recibió un premio en el Concurso de Fotografía de Todo Pakistán y en 1985 fue honrada con el Premio UNESCO de fotografía. Recibió muchos otros premios de varias organizaciones nacionales e internacionales. Es miembro de Bangladesh Mahila Samiti y Bangla Academy . 